# Jumellea amplifolia
Jumellea amplifolia är en orkidéart som beskrevs av Rudolf Schlechter. Jumellea amplifolia ingår i släktet Jumellea och familjen orkidéer. Inga underarter finns listade i Catalogue of Life.